# César Muro
César Muro Benayas (Talavera de la Reina, 12 de febrero de 1952) es un militar español, Teniente General del Ejército de Tierra.
Ingresó en el ejército en julio de 1970 y ascendió a teniente en 1974. Ha estado destinado en diversas unidades, como la Brigada Paracaidista, en el Estado Mayor de la Fuerza de Acción Rápida, en la Dirección de Enseñanza, Instrucción, Adiestramiento y Evaluación, y en la Guardia Real. En 2005 fue nombrado director de la Academia de Infantería y de 2008 a 2011 fue comandante general de Melilla. En julio de 2011 fue nombrado jefe del Mando de Canarias. Entre septiembre de 2012 y mayo de 2015 fue el jefe de la Unidad Militar de Emergencias (UME).